# Анг Ли
Анг Ли (кин: 李安; Каоку, 23. октобар 1954) амерички је редитељ, продуцент и сценариста тајванског порекла. Режирао је жанровски веома различите филмове: Eat Drink Man Woman (1994), Разум и осећајност (1995), Притајени тигар, скривени змај (2000), Хулк (2003), као и филм Планина Броукбек (2005), за који је добио Оскара за најбољег редитеља. Лиово дело је познато по свом емоционалном набоју, за који критичари сматрају да је одговоран за његов успех у ублажавању културних баријера и постизању међународног признања.

## Биографија

### Детињство и школовање
„формирање јединке одређује њену перцепцију света, нарочито стварима које се догађају пре 20. године особе,” те пошто он није отишао у САД док није имао 23 године, „шта год да радим, шта год да апсорбујем изван [Тајвана], моја природа остаје веома тајванска ... Ја сам у основи одрастао овде, помешан са многим другим стварима. Тајван је такав. Где год да снимам свој филм, то тајвански је филм”.

-Анг Ли, говори о својој привржености Тајвану. Сабина Ченг & Лилијан Ву, 1. октобар 2016.
Лијеви родитељи су живели у Кини све до избијања Кинеског грађанског рата 1949. године, када беже у Пингтунг, пољопривредни регион у југоисточном делу Тајвана. Лијев отац добио је место директора основне школе у Каокоу, па је Ли од малих ногу био принуђен да учи калиграфију и чита кинеске класике. Он је желео да Ли буде професор, а овог је све више привлачила филмска уметност, па 1979. одлази на студије драме у Илиноис. Након завршетка факултета жени се са Џејн Лин, која је радећи као молекуларни биолог, издржавала породицу све до Лијевог филма Разум и осећајност (1995), када се он коначно пробија у Холивуд.

### Први филмови
Анг Ли је релативно касно почео да се активно бави режирањем филмова. Свој први филм Pushing Hands, који је био биоскопски хит на Тајвану, снимио је 1992. године. Након тога долазе филмови The Wedding Banquet (1993) и Eat Drink Man Woman (1994), за које добија по једну номинацију за Оскар и Златни глобус. Филмом Разум и осећајност (1995), са Хју Грантом и Кејт Винслет у главним улогама, почиње његов успон међу филмске звезде. Тај филм је имао чак седам номинација за Оскар, а освојио је једино Оскар за најбољи адаптирани сценарио. Ту су још и три БАФТА награде, као и Златни глобус за најбољи филм.
Године 1997. снима филм The Ice Storm, a 1999. ратну драму Ride with the Devil. Поново привлачи пажњу критике 2000. године, филмом Притајени тигар, скривени змај. За овај акциони трилер добија чак четири Оскара, од којих је један и Оскар за најбољи страни филм. Поред награда Америчке филмске академије, добио је још и 14 номинација за БАФТА награде (од којих је добио четири), као и три номинације за Златни глобус (добио два).
Филмови The Hire и Хулк, које производи 2002. односно 2003. године, нису добили позитивне критике, иако су били блокбастери, нарочито филм Хулк, који је широм света зарадио више од 250 милиона долара. Након оваквих успеха, Анг Ли намерава да се повуче на неко време, али га отац убеђује да настави са снимањем. Највећи успех тек следи...

### „Планина Броукбек“
Године 2004. Ли одлучује да екранизује Пулицером награђен роман Планина Броукбек од Ени Прул. Иако за филм није издвојена велика сума новца, интензивно је медијски праћен и пре него што је премијерно приказан. Због контарверзне теме о љубави између два мушкарца, Планина Броукбек, са Хитом Леџером и Џејком Џиленхолом у главним улогама, постаје културни феномен и блокбастер. То је најнаграђиванији филм 2005. године (добио је 71 награду). Између многих награда и признања широм света, издваја се неколико Златних глобуса, БАФТА награда, Златни лав на Филмском фестивалу у Венецији и чак осам номинација за Оскара, од којих су две биле Оскар за најбољи филм и Оскар за најбољег редитеља. Најбољи филм те године је била драма Фатална несрећа, али је Ли добио Оскар за најбољег редитеља. Тиме је постао прва особа из Азије и прва обојена особа која је добила ову награду.
Године 2007. снимио је ратну драму Lust, Caution, смештену у време Другог светског рата, за коју добија другог „Златног лава“, а две године касније излази филм Taking Woodstock, комедија која је премијерно приказана на Канском фестивалу 2010. године.

## Приватни живот
Ли живи у Ларчмонту, у округу Вестчестер у Њујорку, са супругом Џејн Лин која је микробиолог по занимању, а за коју се оженио 1983. године. Они имају два сина, Хана (рођеног 1984. године) и Мејсона (рођен 1990. године). Ли се понекад описује као натурализовани амерички грађанин, мада он каже да је заправо стални резидент у Сједињеним Државама. Ли је изјавио да припада таоизму и стога верује у Буду.

## Филмографија
Ли је био укључен у процес снимања филмова у различитим капацитетима, иако је врхунац његове каријере и наслеђа његов редитељски рад. Следе Лијеве различите заслуге.
| Година | Наслов                          | Режисер | Продуцент | Писац |
| ------ | ------------------------------- | ------- | --------- | ----- |
| 1991   | Pushing Hands                   | Да      | Не        | Да    |
| 1993   | The Wedding Banquet             | Да      | Не        | Да    |
| 1994   | Eat Drink Man Woman             | Да      | Не        | Да    |
| 1995   | Siao Yu                         | Не      | Да        | Да    |
| 1995   | Разум и осећајност              | Да      | Не        | Не    |
| 1997   | The Ice Storm                   | Да      | Не        | Не    |
| 1999   | Ride with the Devil             | Да      | Не        | Не    |
| 2000   | Притајени тигар, скривени змај  | Да      | Да        | Не    |
| 2003   | Хулк                            | Да      | Не        | Не    |
| 2005   | Планина Броукбек                | Да      | Не        | Не    |
| 2007   | Lust, Caution                   | Да      | Да        | Не    |
| 2009   | Taking Woodstock                | Да      | Да        | Не    |
| 2012   | Life of Pi                      | Да      | Да        | Не    |
| 2016   | Billy Lynn's Long Halftime Walk | Да      | Да        | Не    |
| 2019   | Gemini Man                      | Да      | Не        | Не    |

Ли је такође режирао рекламу Chosen (2001).
Глумачке заслуге
| Година | Наслов              | Улога                            | Напомене          |
| ------ | ------------------- | -------------------------------- | ----------------- |
| 1993   | The Wedding Banquet | Свадбени гост                    | Cameo             |
| 1998   | The Candidate       | Хсу Гиу Ђингов друг из детињства |                   |
| 2007   | Hollywood Chinese   | Он сам                           | Документарни филм |

## Награде и почасти
| Година | Филм                           | Оскар      | Оскар    | БАФТА      | БАФТА    | Златни глобус | Златни глобус |
| Година | Филм                           | Номинације | Освојено | Номинације | Освојено | Номинације    | Освојено      |
| ------ | ------------------------------ | ---------- | -------- | ---------- | -------- | ------------- | ------------- |
| 1992   |                                |            |          |            |          |               |               |
| 1993   |                                | 1          |          |            |          | 1             |               |
| 1994   |                                | 1          |          | 1          |          | 1             |               |
| 1995   | Разум и осећајност             | 7          | 1        | 12         | 3        | 6             | 2             |
| 1997   |                                |            |          | 2          | 1        | 1             |               |
| 1999   |                                |            |          |            |          |               |               |
| 2000   | Притајени тигар, скривени змај | 10         | 4        | 14         | 4        | 3             | 2             |
| 2002   |                                |            |          |            |          |               |               |
| 2003   | Хулк                           |            |          |            |          |               |               |
| 2005   | Планина Броукбек               | 8          | 3        | 9          | 4        | 7             | 4             |
| 2007   |                                |            |          | 2          |          | 1             |               |
| 2009   |                                |            |          |            |          |               |               |